# Bathyclupea
Bathyclupea är ett släkte av fiskar. Bathyclupea ingår i familjen Bathyclupeidae.
Arterna förekommer i Indiska oceanen, Stilla havet och Mexikanska golfen. Det vetenskapliga namnet bildas av de grekiska orden bathys (djup) och clupea (sardin).
Bathyclupea är enda släktet i familjen Bathyclupeidae men ibland flyttas några arter till släktet Neobathyclupea.
Arter enligt Catalogue of Life:
- Bathyclupea argentea
- Bathyclupea elongata
- Bathyclupea gracilis
- Bathyclupea hoskynii
- Bathyclupea malayana
- Bathyclupea megaceps
- Bathyclupea schroederi